# Nuoto ai XVII Giochi del Mediterraneo - 50 metri rana femminili
Le gare di nuoto nella categoria 50 metri rana femminile si sono tenute il 25 giugno 2013 al Yeni Olimpik Yüzme Havuzu di Mersin.

## Calendario
Fuso orario EET (UTC+3).
| Data      | Ora   | Turno    |
| --------- | ----- | -------- |
| 25 giugno | 09:36 | Batterie |
| 25 giugno | 18:05 | Finale   |

## Risultati
Le 15 atlete vengono inquadrate in due batterie rispettivamente da 7 e 8 nuotatrici ciascuna. Si qualificano alla finale i primi otto tempi.

### Batterie
| Pos. | Nome                    | Nazione              | Tempo | Batt. | Corsia | Note |
| ---- | ----------------------- | -------------------- | ----- | ----- | ------ | ---- |
| 1    | Michela Guzzetti        | Italia               | 32"12 | 2     | 4      | Q    |
| 2    | Dilara Buse Günaydın    | Turchia              | 32"43 | 2     | 3      | Q    |
| 3    | Ivana Ninković          | Bosnia ed Erzegovina | 32"50 | 2     | 5      | Q    |
| 4    | Coralie Dobral          | Francia              | 32"54 | 1     | 5      | Q    |
| 5    | Jéssica Vall Montero    | Spagna               | 32"65 | 1     | 4      | Q    |
| 6    | Konstantina Papailia    | Grecia               | 32"68 | 1     | 2      | Q    |
| 6    | Giulia De Ascentis      | Italia               | 32"68 | 1     | 6      | Q    |
| 8    | Tjasa Vozel             | Slovenia             | 32"73 | 1     | 3      | Q    |
| 9    | Ceren Dilek             | Turchia              | 32"87 | 2     | 6      |      |
| 10   | Maria Georgia Michalaka | Grecia               | 33"19 | 2     | 1      |      |
| 11   | Fanny Deberghes         | Francia              | 33"75 | 1     | 1      |      |
| 12   | Mai Mostafa             | Egitto               | 33"80 | 2     | 7      |      |
| 13   | Sarra Lajnef            | Tunisia              | 34"04 | 1     | 7      |      |
| 14   | Zeineb Khalfallah       | Tunisia              | 35"18 | 2     | 8      |      |
| 15   | Sara El Bekri           | Marocco              | -     | 2     | 2      | DNS  |

### Finale
| Pos. | Atleta               | Nazionalità          | Tempo | Corsia |
| ---- | -------------------- | -------------------- | ----- | ------ |
|      | Michela Guzzetti     | Italia               | 31"51 | 4      |
|      | Dilara Buse Günaydın | Turchia              | 32"04 | 5      |
|      | Giulia De Ascentis   | Italia               | 32"27 | 7      |
| 4    | Ivana Ninković       | Bosnia ed Erzegovina | 32"28 | 3      |
| 5    | Jéssica Vall Montero | Spagna               | 32"46 | 2      |
| 6    | Coralie Dobral       | Francia              | 32"50 | 6      |
| 7    | Tjasa Vozel          | Slovenia             | 32"61 | 8      |
| 8    | Konstantina Papailia | Grecia               | 33"03 | 1      |